# Belogradčik
Belogradčik (bolgarsko Белоградчѝк, Belogradčík) je majhno mesto v Vidinskem okraju  v severozahodni Bolgariji. Mesto je upravno središče občine Belogradčik. Leta 2009 je imelo 5.334 prebivalcev.  Nahaja se na skrajnem zahodu  Stare planine (Balkan) ob vznožju Belogradšiškega venca z izjemnimi geološkimi tvorbami in znamenito Belogradčiško trdnjavo. Belogradčik je zato eno od najprivlačnejših turističnih mest v Bolgariji, ki ponuja možnosti za kolesarjenje, jamski in kongresni turizem, lov in ribolov ter šport in astronomska opazivanja.
Njegov moto je »Večen in mlad«.

## Geografija
Proti koncu paleozoika pred približno 230 milijoni let so se v regiji začeli odlagati skladi ilovice in kamenja, katere je kasneje poplavilo morje. Skladi so se sčasoma povezali in se pretvorili v pisan peščenjak, železovi oksidi pa so jih obarvali v začilno rdečo bravo. Preko teh skladov so se v juri začeli nalagati sivi in kremasti apnenci, značilni za pobočja Belgradčiškega venca in Vedernika. Med gubanjem Stare planine je morje odteklo in najvišje dele  so začeli razjedati  voda, veter in temperaturna nihanja, dokler  niso dosegli peščenjaka. Peščenjak se je zaradi različne trdote obrabljal neenakomerno in v milijonih let so iz skladov nastale prečudovite skalne tvorbe (Belogradčiške skale). Voda je v peščenjaku in apnencu izdolbla tudi več kot sto jam in strmih grap, v katerih živijo zanimive živalske vrste. Med jamami je najbolj znana Magura, dolga več kot 2.500 m, v kateri so poleg jamskega okrasja tudi poslikave, stare od 8.000 so 10.000 let.

## Zgodovina
Okolica Belogradčika je bila prvotno naseljena s Tračani. V 1. stoletju n. št. so regijo zasedli Rimljani in na vrhu sten zgradili prvo trdnjavo. Trdnjavo so kasneje večkrat porušili in ponovno zgradili Bizantinci, Bolgari in Turki. 
V 7. stoletju so se v regijo priselili Slovani in za njimi Prabolgari. Mesto je od konca 7. stoletja do leta 1018 spadalo v Prvo bolgarsko cesarstvo in od leta 1185 do 1396 v Drugo bolgarsko cesarstvo, potem pa so ga zasedli Turki in mu vladali skoraj 500 let. 
Mesto pod trdnjavo je v pisnih virih prvič omenjeno leta 1454. Sednja trdnjava je bila zgrajena leta 1850 med vladavino sultana Abdulmedžida I.. Izkoriščanje in nasilje nad lokalnim prebivalstvom v turškem obdobju je sprožilo več uporov, katere so Turki vedno zatrli. 
Mesto se je v 1960. letih začelo razvijati in postalo priljubljeno turistično središče, zlasti za športne plezalce,